# Studio controllato randomizzato

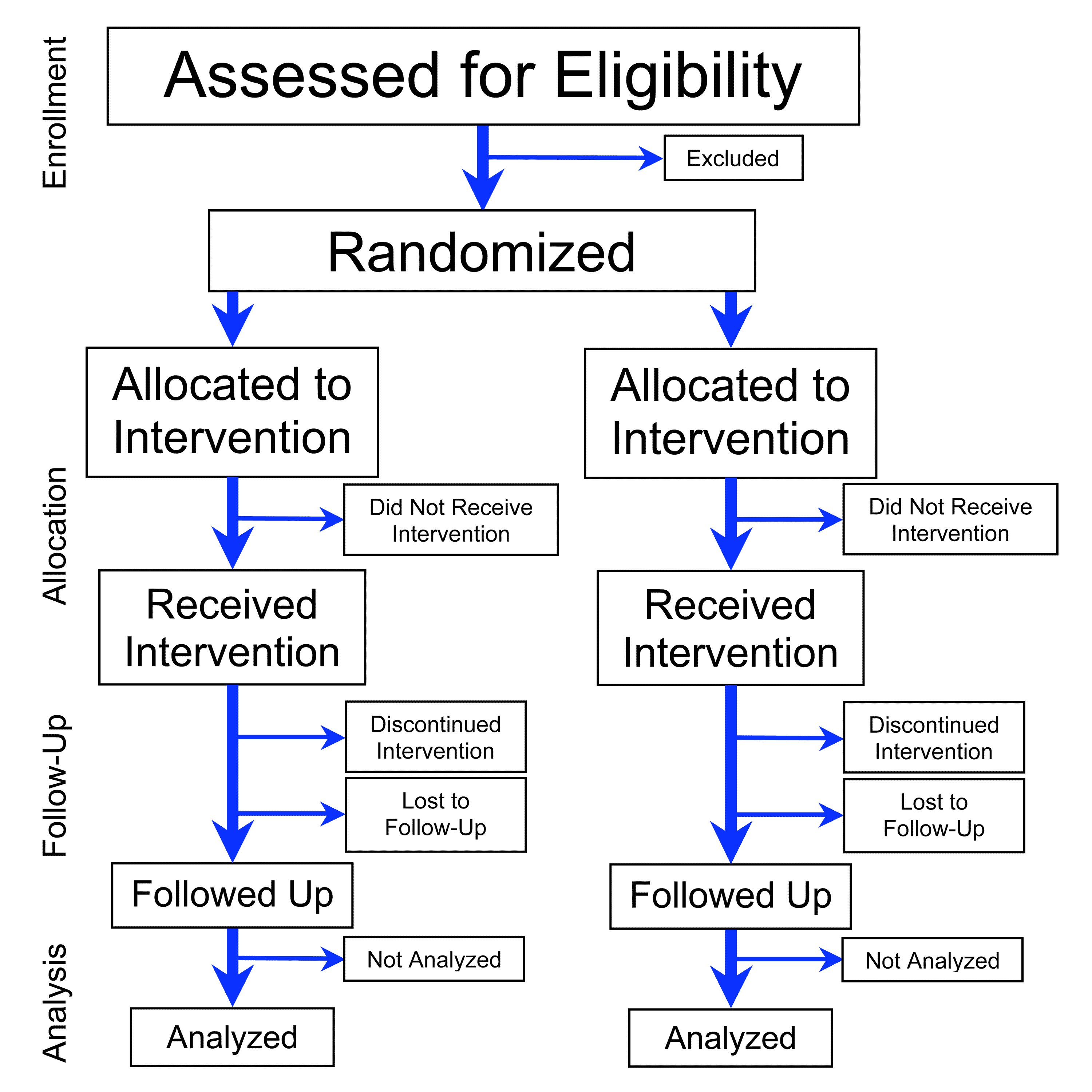
Diagramma di flusso di quattro fasi (reclutamento, intervento, follow-up e analisi dei dati) di uno studio parallelo randomizzato di due gruppi, modificato da CONSORT (Consolidated Standards of Reporting Trials) 2010 Statement

Uno studio controllato randomizzato (RCT, dall'inglese randomized controlled trial), o studio clinico controllato randomizzato, è un tipo di studio clinico che mira a ridurre i bias durante la sperimentazione di un nuovo trattamento. 
Le persone che partecipano allo studio sono assegnate casualmente al gruppo che riceve il trattamento in esame o a un gruppo che riceve un trattamento standard (o un trattamento placebo) come controllo. La randomizzazione riduce al minimo l'effetto di selezione e i diversi gruppi di confronto consentono ai ricercatori di determinare gli eventuali effetti del trattamento rispetto al gruppo senza trattamento (controllo), mentre le altre variabili sono mantenute costanti. 
L'RCT è spesso considerato il gold standard per una sperimentazione clinica. Gli RCT sono spesso usati per testare l'efficacia di vari tipi di intervento medico e possono fornire informazioni sugli effetti avversi, come le reazioni ai farmaci. L'assegnazione casuale dell'intervento viene eseguita dopo che i soggetti sono stati valutati per l'ammissibilità e reclutati, ma prima che inizi l'intervento da studiare.
L'allocazione casuale dei partecipanti è complessa, ma concettualmente il processo è come lanciare una moneta. Dopo la randomizzazione, i due (o più) gruppi di soggetti sono seguiti esattamente nello stesso modo e le uniche differenze tra loro sono le cure che ricevono. Ad esempio, in termini di procedure, test, visite ambulatoriali e chiamate di follow-up, dovrebbero essere quelle intrinseche ai trattamenti da confrontare. 
Il vantaggio più importante della corretta randomizzazione è che minimizza i bias di allocazione, bilanciando sia fattori prognostici noti che sconosciuti, nell'assegnazione dei trattamenti.

## Terminologia
I termini "RCT" e "studio randomizzato" sono talvolta usati come sinonimi, ma la pratica metodologicamente corretta è di riservare il nome "RCT" solo per studi che contengono gruppi di controllo, in cui i gruppi che ricevono il trattamento sperimentale sono confrontati con gruppi di controllo che non ricevono alcun trattamento (uno studio placebo-controllato) o un trattamento precedentemente testato (uno studio a controllo positivo). 
Il termine "studi randomizzati" omette la menzione dei controlli e può descrivere studi che confrontano più gruppi di trattamento l'uno con l'altro (in assenza di un gruppo di controllo).
Allo stesso modo, sebbene il nome "RCT" sia talvolta esteso come "studio clinico randomizzato" o "studio comparativo randomizzato", la pratica metodologicamente corretta, per evitare l'ambiguità nella letteratura scientifica, è di mantenere il "controllo" nella definizione di "RCT" e quindi riservare quel nome solo per prove che contengono controlli. Non tutti gli studi clinici randomizzati sono trial controllati randomizzati (e alcuni di essi potrebbero non esserlo mai, nei casi in cui i controlli fossero poco pratici o non etici da istituire). 
Il termine "studi clinici controllati randomizzati" è un'espansione metodologicamente corretta per "RCT", in RCT che riguardano la ricerca clinica; tuttavia, gli RCT sono impiegati anche in altre aree di ricerca, incluse molte delle scienze sociali.

## Storia
Il primo studio clinico riportato in letteratura fu condotto da James Lind nel 1747 per identificare il trattamento per lo scorbuto. Esperimenti randomizzati sono apparsi in psicologia, dove sono stati introdotti da Charles Sanders Peirce, e in ambito educativo. Più tardi, esperimenti randomizzati sono apparsi in agricoltura, per merito di Jerzy Neyman e Ronald Fisher. La ricerca sperimentale di Fisher e i suoi scritti hanno reso popolari gli esperimenti randomizzati.
Il primo RCT pubblicato in medicina apparve nel documento del 1948 intitolato "Streptomycin treatment of tuberculosis polmonary", che descriveva un'indagine del Medical Research Council. Uno degli autori di quel documento era Austin Bradford Hill, a cui è stato attribuito il merito di aver concepito il moderno RCT.
Verso la fine del XX secolo, gli RCT furono riconosciuti come il metodo standard per le "terapie razionali" in medicina. A partire dal 2004, più di 150.000 RCT erano nella Biblioteca Cochrane. Per migliorare la segnalazione degli RCT nella letteratura medica, un gruppo internazionale di scienziati e redattori ha pubblicato i "Consolidated Standards of Reporting Trials" (CONSORT) nel 1996, 2001 e 2010, e questi sono stati ampiamente accettati.

## Considerazioni etiche
Sebbene il principio dell'equilibrio clinico ("genuina incertezza all'interno della comunità medica esperta ... sul trattamento preferito") comune alle sperimentazioni cliniche sia stato applicato agli RCT, l'etica degli RCT merita considerazioni speciali. Per prima cosa, è stato sostenuto che l'equilibrio stesso non è sufficiente per giustificare gli RCT. In secondo luogo, l'"equilibrio collettivo" può entrare in conflitto con una mancanza di equilibrio personale (ad esempio, una convinzione personale che un intervento sia efficace). Infine, il disegno di Zelen, che è stato utilizzato per alcuni studi randomizzati, randomizza i soggetti prima che forniscano consenso informato, che può essere etico per studi randomizzati di screening e terapie selezionate, ma è probabilmente immorale "per la maggior parte degli studi terapeutici".
Sebbene i soggetti forniscano quasi sempre il consenso informato per la loro partecipazione a un RCT, studi dal 1982 hanno documentato che i soggetti RCT possono ritenere di essere certi di ricevere il trattamento migliore per loro personalmente; cioè, non capiscono la differenza tra ricerca e cura. Sono necessarie ulteriori ricerche per determinare la prevalenza e i modi per affrontare questo "malinteso terapeutico".
Le variazioni del metodo RCT possono anche creare effetti culturali che non sono stati ben compresi. Ad esempio, i pazienti con malattia terminale possono unirsi alle prove nella speranza di essere curati, anche quando è improbabile che i trattamenti abbiano successo.

### Obbligo di registrazione
Nel 2004, l'International Committee of Medical Journal Editors (ICMJE) ha annunciato che tutti gli studi che iniziavano il reclutamento dopo il 1 luglio 2005 avrebbero dovuto essere registrati prima della presa in considerazione per la pubblicazione in uno dei 12 periodici membri del comitato. Tuttavia, la registrazione degli studi può ancora verificarsi in ritardo o non verificarsi. Le riviste mediche sono state lente nell'adottare le politiche che richiedono la registrazione obbligatoria degli studi clinici come prerequisito per la pubblicazione.

## Classificazione

### Per disegno sperimentale
Un modo per classificare gli RCT è rispetto al disegno sperimentale impiegato. Dal più al meno comune nella letteratura sanitaria, le principali categorie di studi RCT sono:
- Gruppi paralleli: ciascun partecipante viene assegnato in modo casuale a un gruppo e tutti i partecipanti al gruppo ricevono (o non ricevono) un intervento.
- Studi incrociati (crossover): nel tempo, ogni partecipante riceve (o non riceve) un intervento in una sequenza casuale[33][34].
- Cluster: i gruppi preesistenti di partecipanti (ad es. Villaggi, scuole) vengono selezionati casualmente per ricevere (o non ricevere) un intervento.
- Studi fattoriali - ogni partecipante viene assegnato in modo casuale a un gruppo che riceve una particolare combinazione di interventi o non interventi (ad esempio, il gruppo 1 riceve vitamina X e vitamina Y, il gruppo 2 riceve vitamina X e placebo Y, il gruppo 3 riceve placebo X e vitamina Y e il gruppo 4 riceve placebo X e placebo Y).

Un'analisi dei 616 RCT indicizzati su PubMed nel dicembre 2006 ha rilevato che il 78% era costituito da studi a gruppi paralleli, il 16% da studi incrociati, il 2% da split-body, il 2% da cluster e il 2% da disegni fattoriali.

### Per risultato di interesse
Gli RCT possono essere classificati come "esplicativi" o "pragmatici". Gli RCT esplicativi testano l'efficacia in un contesto di ricerca con partecipanti altamente selezionati e in condizioni altamente controllate. Al contrario, gli RCT pragmatici (pRCT) testano l'efficacia nella pratica quotidiana con partecipanti relativamente non selezionati e in condizioni flessibili; in questo modo, gli RCT pragmatici possono "informare le decisioni sulla pratica".

### Per ipotesi
Un'altra classificazione degli RCT li classifica come "prove di superiorità", "prove di non inferiorità" e "prove di equivalenza", che differiscono nella metodologia e nella segnalazione. La maggior parte degli RCT sono studi di superiorità, in cui si ipotizza che un intervento sia superiore a un altro in modo statisticamente significativo. Alcuni RCT sono studi di non inferiorità "per determinare se un nuovo trattamento non è peggiore di un trattamento di riferimento." Altri RCT sono studi di equivalenza in cui l'ipotesi è che due interventi siano indistinguibili l'uno dall'altro.

## Randomizzazione
La randomizzazione (cioè l'assegnazione casuale dei partecipanti ai gruppi) è il più importante aspetto e il tratto distintivo degli RCT. I vantaggi della corretta randomizzazione negli RCT includono:
- "Elimina pregiudizi nell'assegnazione del trattamento", in particolare bias di selezione e variabili confondenti.
- "Facilita il mascheramento dell'identità dei trattamenti da parte di investigatori, partecipanti e valutatori".
- "Permette l'uso della teoria della probabilità per esprimere la probabilità che qualsiasi differenza nel risultato tra i gruppi di trattamento indichi semplicemente il caso."

Ci sono due processi coinvolti nel randomizzare i pazienti in diversi interventi. La prima è scegliere una procedura di randomizzazione per generare una sequenza imprevedibile di assegnazioni; questo può essere un semplice assegnamento casuale di pazienti a uno dei gruppi a parità di probabilità, può essere "limitato" o può essere "adattivo". Una seconda e più pratica procedura è l'occultamento dell'assegnazione, che si riferisce alle severe precauzioni adottate per garantire che l'assegnazione di gruppo dei pazienti non sia rivelata prima di assegnarli definitivamente ai rispettivi gruppi. Metodi "sistematici" non casuali di assegnazione di gruppo, come l'alternanza di soggetti tra un gruppo e l'altro, possono causare "possibilità di contaminazione illimitate" e possono causare una violazione dell'occultamento delle assegnazioni.
Tuttavia, l'evidenza empirica che un'adeguata randomizzazione modifica i risultati rispetto alla randomizzazione inadeguata è stata difficile da rilevare.

### Procedure
L'allocazione del trattamento è la percentuale desiderata di pazienti in ciascuna condizione di trattamento.
Una procedura di randomizzazione ideale raggiungerebbe i seguenti obiettivi:
- Massimizzare la potenza statistica, specialmente nelle analisi dei sottogruppi. Generalmente, le dimensioni uguali dei gruppi massimizzano il potere statistico, tuttavia, le dimensioni dei gruppi disuguali possono essere più potenti per alcune analisi (ad esempio, confronti multipli di placebo rispetto a più dosi con la procedura di Dunnett[41]) e talvolta sono desiderati per ragioni non analitiche (es. i pazienti possono essere più motivati ad arruolarsi se c'è una maggiore probabilità di ottenere il trattamento di test, o le agenzie di regolamentazione possono richiedere un numero minimo di pazienti esposti al trattamento)[42].
- Ridurre al minimo il bias di selezione. Questo può accadere se i ricercatori possono iscrivere preferenzialmente o inconsciamente i pazienti tra le condizioni di trattamento. Una buona procedura di randomizzazione sarà imprevedibile in modo che i ricercatori non possano indovinare l'assegnazione al gruppo dei soggetti in base a precedenti assegnazioni. Il rischio di bias di selezione è maggiore quando sono note le precedenti assegnazioni (come negli studi non in cieco) o può essere indovinato (se un farmaco ha effetti collaterali distintivi).
- Minimizzare il bias di allocazione (o confondente). Ciò può verificarsi quando le covariate che influenzano l'esito non sono equamente distribuite tra i gruppi di trattamento e l'effetto del trattamento è confuso con l'effetto delle covariate (cioè, un "bias accidentale"[37][43]). Se la procedura di randomizzazione causa uno squilibrio nelle covariate correlate al risultato attraverso i gruppi, le stime dell'effetto possono essere distorte se non corrette per le covariate (che possono essere non misurate e quindi impossibili da regolare).

Tuttavia, nessuna singola procedura di randomizzazione soddisfa tali obiettivi in ogni circostanza, pertanto i ricercatori devono selezionare una procedura per uno specifico studio in base ai suoi vantaggi e svantaggi.

#### Semplice
Questa è una procedura comunemente usata e intuitiva, simile al "ripetuto lancio di monete". Conosciuta anche come randomizzazione "completa" o "non ristretta", è robusta sia contro il bias di selezione che accidentale. Tuttavia, il suo principale svantaggio è la possibilità di dimensioni di gruppi squilibrati in piccoli RCT. Pertanto è consigliato solo per RCT con oltre 200 soggetti.

#### Ristretta
Per bilanciare le dimensioni dei gruppi in RCT più piccoli, è consigliabile una qualche forma di randomizzazione "ristretta". I principali tipi di randomizzazione ristretta usati negli RCT sono:
- Randomizzazione a blocchi: vengono specificate una "dimensione del blocco" e un "rapporto di allocazione" (numero di soggetti in un gruppo rispetto all'altro) e i soggetti sono allocati casualmente all'interno di ciascun blocco[38]. Ad esempio, una dimensione del blocco di 6 e un rapporto di allocazione di 2:1 porterebbe all'assegnazione casuale di 4 soggetti a un gruppo e 2 all'altro. Questo tipo di randomizzazione può essere combinato con "randomizzazione stratificata", ad esempio per centro in uno studio multicentrico, per "assicurare un buon equilibrio delle caratteristiche dei partecipanti in ciascun gruppo."[3] Un caso speciale di randomizzazione a blocchi è l'assegnazione casuale, in cui l'intero campione viene trattato come un blocco. [38] Il principale svantaggio della randomizzazione a blocchi è che anche se le dimensioni dei blocchi sono grandi e variate casualmente, la procedura può portare a un bias di selezione[40]. Un altro svantaggio è che l'analisi "corretta" dei dati da RCT randomizzati a blocchi richiede stratificazione per blocchi[44].
- Metodi di randomizzazione adattiva con moneta parziale (di cui la randomizzazione a urna è il tipo più conosciuto): in questi metodi, relativamente poco comuni, la probabilità di essere assegnati a un gruppo diminuisce se il gruppo è sovrarappresentato e aumenta se il gruppo è sottorappresentato[38]. Si ritiene che il metodo sia meno influenzato dal bias di selezione rispetto alla randomizzazione a blocchi[44].

#### Adattiva
Almeno due tipi di procedure di randomizzazione adattativa sono stati usati negli RCT, ma molto meno frequentemente rispetto alla randomizzazione semplice o ristretta:
- Randomizzazione adattativa alla covariata, di cui un tipo è la minimizzazione: la probabilità di essere assegnati a un gruppo varia al fine di minimizzare lo "squilibrio covariato"[44]. Si dice che la minimizzazione abbia "sostenitori e detrattori"[38], perché solo la prima assegnazione al gruppo del soggetto è scelta a caso. Il metodo non elimina necessariamente il bias su fattori sconosciuti[3].
- Randomizzazione adattiva alla risposta, nota anche come randomizzazione adattativa ai risultati: la probabilità di essere assegnati ad un gruppo aumenta se le risposte dei pazienti precedenti del gruppo erano favorevoli[44]. Sebbene siano state avanzate argomentazioni sul fatto che questo approccio sia più etico rispetto ad altri tipi di randomizzazione, quando la probabilità che un trattamento sia efficace o inefficace aumenta nel corso di un RCT, gli studiosi di etica non hanno ancora studiato l'approccio in dettaglio[45].

### Occultamento dell'assegnazione
"L'occultamento delle assegnazioni" (definito come "la procedura per proteggere il processo di randomizzazione in modo che il trattamento da assegnare non sia noto prima che il paziente sia entrato nello studio") è importante nelle RCT. In pratica, i ricercatori clinici nei RCT spesso trovano difficile mantenere l'imparzialità. Abbondano storie di ricercatori che tengono buste sigillate alla luce o saccheggiano gli uffici per determinare le assegnazioni al gruppo al fine di dettare l'assegnazione del loro prossimo paziente. Tali pratiche introducono bias di selezione e fattori di confondimento (entrambi dovrebbero essere minimizzati dalla randomizzazione), eventualmente distorcendo i risultati dello studio. Un'adeguata dissimulazione dell'assegnazione dovrebbe impedire ai pazienti e ai ricercatori la scoperta dell'assegnazione del trattamento una volta che uno studio è in corso e dopo che lo studio è stato concluso. Gli effetti collaterali o gli eventi avversi correlati al trattamento possono essere abbastanza specifici da rivelare l'assegnazione ai ricercatori o ai pazienti, introducendo quindi bias o influenzando qualsiasi parametro soggettivo raccolto dai ricercatori o richiesto dai soggetti.
Alcuni metodi standard per garantire l'occultamento delle assegnazioni includono buste numerate, opache, sigillate (SNOSE); contenitori numerati sequenzialmente; randomizzazione controllata dei farmaci; e randomizzazione centrale. Si raccomanda che i metodi di occultamento delle assegnazioni siano inclusi in un protocollo RCT e che i metodi di occultamento delle assegnazioni debbano essere riportati dettagliatamente in una pubblicazione dei risultati di un RCT; tuttavia, uno studio del 2005 ha stabilito che la maggior parte degli RCT ha un occultamento di allocazione non chiaro nei loro protocolli, nelle loro pubblicazioni o in entrambi. D'altro canto, uno studio del 2008 su 146 meta-analisi ha concluso che i risultati di RCT con dissimulazione inadeguata o non chiara di allocazione tendevano a essere distorti verso effetti benefici solo se i risultati degli RCT erano soggettivi piuttosto che oggettivi.

### Dimensioni del campione
Il numero di unità di trattamento (soggetti o gruppi di soggetti) assegnati ai gruppi di controllo e di trattamento, influenza l'affidabilità di un RCT. Se l'effetto del trattamento è piccolo, il numero di unità di trattamento in entrambi i gruppi può essere insufficiente per rifiutare l'ipotesi nulla nel rispettivo test statistico. L'impossibilità di rifiutare l'ipotesi nulla implicherebbe che il trattamento non mostri alcun effetto statisticamente significativo sul trattamento in un dato test. Con l'aumento della dimensione del campione, lo stesso RCT può essere in grado di dimostrare un effetto significativo del trattamento, anche se questo effetto è piccolo.

## Mascheramento
Un RCT può essere reso "cieco", (chiamato anche "mascherato") da "procedure che impediscono ai partecipanti allo studio, ai caregivers o ai valutatori di sapere quale intervento è stato ricevuto". A differenza dell'occultamento delle assegnazioni, il mascheramento a volte è inappropriato o impossibile da eseguire in un RCT; per esempio, se un RCT comporta un trattamento in cui è necessaria la partecipazione attiva del paziente (ad esempio, terapia fisica), i partecipanti non possono essere mascherati all'intervento.
Tradizionalmente, gli RCT ciechi sono stati classificati come "cieco semplice", "doppio cieco" o "triplo cieco"; tuttavia, nel 2001 e nel 2006 due studi hanno dimostrato che questi termini hanno significati diversi per persone diverse. La Dichiarazione CONSORT 2010 specifica che gli autori e gli editori non dovrebbero usare i termini "cieco semplice", "doppio cieco" e "triplo cieco"; invece, le relazioni di RCT cieco dovrebbero discutere "Se fatto, chi era cieco dopo l'assegnazione agli interventi (per esempio, i partecipanti, i fornitori di assistenza, quelli che valutano i risultati) e come".
Gli RCT senza mascheramento sono indicati come "non in cieco", "aperto", o (se l'intervento è un farmaco) "open-label". Nel 2008 uno studio ha concluso che i risultati degli RCT non in cieco tendevano a essere distorti verso effetti benefici solo se i risultati degli RCT erano soggettivi piuttosto che oggettivi; [48] ad esempio, in un RCT sui trattamenti per la sclerosi multipla, i neurologi non in cieco (ma non i neurologi in cieco) ritenevano che i trattamenti erano benefici. Negli RCT "pragmatici", anche se i partecipanti e i fornitori sono spesso non in cieco, è "ancora desiderabile e spesso possibile mascherare il valutatore o ottenere una fonte obiettiva di dati per la valutazione dei risultati".

## Analisi dei dati
I tipi di metodi statistici utilizzati negli RCT dipendono dalle caratteristiche dei dati e includono:
- Per i dati dicotomici (binari), è possibile utilizzare la regressione logistica (ad es. Per prevedere una risposta virologica sostenuta dopo la somministrazione di peginterferone alfa-2a per l'epatite C[56]) e altri metodi.
- Per i dati continui, l'analisi della covarianza (ad esempio, per le variazioni dei livelli lipidici nel sangue dopo la somministrazione di atorvastatina per la sindrome coronarica acuta[57]) mette alla prova gli effetti delle variabili predittive.
- Per i dati time-to-event che possono essere censurati, l'analisi di sopravvivenza (ad es., stimatore di Kaplan-Meier e modelli di rischio proporzionale di Cox per il tempo della cardiopatia coronarica dopo la somministrazione della terapia ormonale sostitutiva in menopausa[58]) è appropriata.

Indipendentemente dai metodi statistici utilizzati, considerazioni importanti nell'analisi dei dati di un RCT includono:
- Se un RCT deve essere interrotto anticipatamente a causa dei risultati intermedi. Ad esempio, gli RCT possono essere fermati in anticipo se un intervento produce "benefici o danni maggiori del previsto", o se "i ricercatori trovano evidenza di nessuna differenza importante tra gli interventi sperimentali e di controllo"[3].
- La misura in cui i gruppi possono essere analizzati esattamente come esistevano sulla randomizzazione (cioè, se viene utilizzata una cosiddetta "analisi intention-to-treat"). Un'analisi "pura" intention-to-treat è "possibile solo quando sono disponibili dati completi sui risultati" per tutti i soggetti randomizzati[59]; quando mancano alcuni dati di esito, le opzioni includono l'analisi solo dei casi con risultati noti e l'utilizzo di dati imputati[3]. Tuttavia, più le analisi possono includere tutti i partecipanti ai gruppi che sono stati randomizzati, minore sarà la distorsione a cui sarà sottoposto un RCT[3].
- Se deve essere eseguita l'analisi dei sottogruppi. Questi sono "spesso scoraggiati", perché i confronti multipli possono produrre risultati falsi positivi che non possono essere confermati da altri studi[3].

## Comunicazione dei risultati
La Dichiarazione CONSORT 2010 è "un insieme minimo di raccomandazioni basato sull'evidenza per comunicare i risultati degli RCT". La lista CONSORT 2010 contiene 25 voci (molte con sotto-voci) incentrate su "prove individuali randomizzate, a due gruppi, parallele" che sono il tipo più comune di RCT.
Per altri progetti di studio RCT, sono state pubblicate "estensioni CONSORT", alcuni esempi sono:
- Dichiarazione CONSORT 2010: estensione a prove randomizzate su cluster[61].
- Dichiarazione CONSORT 2010: Interventi sul trattamento non farmacologico[62][63].

### Importanza relativa e studi osservazionali
Due studi pubblicati nel New England Journal of Medicine nel 2000 hanno scoperto che gli studi osservazionali e gli studi randomizzati in generale hanno prodotto risultati simili. Gli autori dei risultati del 2000 hanno messo in dubbio la convinzione che "gli studi osservazionali non dovrebbero essere usati per definire cure mediche basate sull'evidenza" e che i risultati degli RCT sono "evidenze dal voto più alto". Tuttavia, uno studio del 2001 pubblicato nel Journal of American Medical Association ha concluso che "si verificano discrepanze al di là del caso e le differenze nella grandezza stimata dell'effetto del trattamento sono molto comuni" tra gli studi osservazionali e gli RCT.
Altre due linee di ragionamento mettono in discussione il contributo degli RCT alla conoscenza scientifica al di là di altri tipi di studi:
- Se i progetti di studio sono classificati in base al loro potenziale di nuove scoperte, le prove aneddotiche sarebbero in cima alla lista, seguite da studi osservazionali, seguite dagli RCT[67].
- Gli RCT possono non essere necessari per i trattamenti che hanno effetti macroscopici e rapidi relativi al decorso naturale stabile o progressivamente previsto della condizione trattata[68][69]. Un esempio è la chemioterapia combinata comprendente il cisplatino per il cancro del testicolo metastatico, che ha aumentato il tasso di guarigione dal 5% al 60% in uno studio non randomizzato del 1977[69][70].

### Interpretazione dei risultati statistici
Come tutti i metodi statistici, gli RCT sono soggetti ad errori statistici di tipo I ("falso positivo") e di tipo II ("falso negativo"). Per quanto riguarda gli errori di tipo I, un RCT tipico userà 0,05 (cioè 1 su 20) come probabilità che l'RCT possa trovare falsamente due trattamenti ugualmente efficaci significativamente diversi. Per quanto riguarda gli errori di tipo II, nonostante la pubblicazione di un documento del 1978 che notava che le dimensioni dei campioni di molti RCT "negativi" erano troppo piccole per trarre conclusioni definitive sui risultati negativi, entro il 2005-2006 una percentuale considerevole di RCT aveva ancora imprecisioni o calcoli della dimensione del campione riportati in modo incompleto.

## Vantaggi
Gli RCT sono considerati la forma più affidabile di evidenza scientifica nella gerarchia delle prove che influenza la politica e la pratica sanitaria, poiché gli RCT riducono la causalità spuria e i bias. I risultati degli RCT possono essere combinati in revisioni sistematiche che sono sempre più utilizzate nella conduzione di pratiche basate sulle evidenze.
Alcuni esempi di organizzazioni scientifiche che considerano gli RCT o le revisioni sistematiche degli RCT come la prova di massima qualità disponibili sono:
- A partire dal 1998, il Consiglio nazionale per la salute e la ricerca medica dell'Australia ha designato le prove di "livello I" come quelle "ottenute da una revisione sistematica di tutti gli studi controllati randomizzati rilevanti" e "Livello II" come "ottenuti da almeno uno studio controllato randomizzato progettato correttamente. "[74]
- Almeno dal 2001, nel formulare raccomandazioni sulle linee guida della pratica clinica, la Task Force dei servizi preventivi degli Stati Uniti ha considerato sia la progettazione di uno studio che la sua validità interna come indicatori della sua qualità. Ha riconosciuto "prove ottenute da almeno uno studio controllato correttamente randomizzato" con una buona validità interna (cioè una valutazione di "I-buono") come la prova di massima qualità a sua disposizione[75].
- Il gruppo di lavoro GRADE ha concluso nel 2008 che "studi randomizzati senza limitazioni importanti costituiscono prove di alta qualità"[76].
- Per questioni che riguardano "Terapia / Prevenzione, Eziologia / Danni", il Centro di Oxford per la medicina basata sull'evidenza del 2011 ha definito l'evidenza "Livello 1a" come una revisione sistematica di RCT che sono coerenti tra loro, e l'evidenza "Livello 1b" come un "RCT individuale (con intervallo di confidenza stretto)."[77]

RCT con risultati inaspettati che hanno contribuito a cambiamenti nella pratica clinica includono:
- Dopo l'approvazione della Food and Drug Administration, i farmaci antiaritmici flecainide e encainide sono stati commercializzati rispettivamente nel 1986 e 1987[78]. Gli studi non randomizzati relativi ai farmaci sono stati caratterizzati come "brillanti"[79], e le loro vendite sono aumentate fino a un totale complessivo di circa 165.000 prescrizioni al mese all'inizio del 1989[78]. In quell'anno, tuttavia, un rapporto preliminare di un RCT concluse che i due farmaci aumentavano la mortalità[80]. Le vendite dei farmaci sono poi diminuite[78].
- Prima del 2002, sulla base di studi osservazionali, era di routine che i medici prescrivessero la terapia ormonale sostitutiva per le donne in post-menopausa per prevenire l'infarto del miocardio[79]. Nel 2002 e nel 2004, tuttavia, gli studi pubblicati dalla Women's Health Initiative hanno affermato che le donne che assumevano la terapia ormonale sostitutiva con estrogeni più progestinici presentavano un tasso più alto di infarti miocardici rispetto alle donne con un placebo e che la terapia ormonale sostitutiva con soli estrogeni non ha causato alcuna riduzione l'incidenza della malattia coronarica[58][81]. Le possibili spiegazioni per la discrepanza tra gli studi osservazionali e gli RCT riguardavano differenze nella metodologia, nei regimi ormonali usati e nelle popolazioni studiate[82][83]. L'uso della terapia ormonale sostitutiva è diminuito dopo la pubblicazione degli RCT[84].

## Svantaggi
Molti articoli discutono degli svantaggi degli RCT. Tra gli svantaggi più frequentemente citati ci sono:

### Tempi e costi
Gli studi randomizzati possono essere costosi; uno studio ha individuato 28 RCT di fase III finanziati dal National Institute of Neurological Disorders and Stroke prima del 2000 con un costo totale di 335 milioni di dollari americani per un costo medio di 12 milioni per RCT. Tuttavia, il ritorno sull'investimento degli RCT può essere elevato, in quanto lo stesso studio ha previsto che i 28 RCT producessero un "beneficio netto per la società a 10 anni" di 46 volte il costo del programma, che, basato sulla valutazione della Quality Adjusted Life Years (QALY) è pari alla media del prodotto interno lordo pro capite degli Stati Uniti.
La conduzione di un RCT richiede diversi anni prima di essere pubblicata, quindi i dati non sono disponibili alla comunità medica per lunghi anni e potrebbero essere di minore rilevanza al momento della pubblicazione.
È costoso mantenere gli RCT per anni o decenni, cosa che sarebbe ideale per valutare alcuni interventi.
Interventi per prevenire eventi che si verificano solo raramente (ad es. sindrome della morte improvvisa del lattante) e esiti avversi non comuni (ad esempio, un raro effetto collaterale di un farmaco) richiederebbero RCT con dimensioni campionarie estremamente grandi, e pertanto tali eventi potrebbero essere meglio valutati da studi osservazionali.
A causa dei costi di esecuzione degli RCT, in essi di solito si controllano solo una variabile o pochissime variabili, raramente rispecchiando il quadro completo di una complicata situazione medica; al contrario lo studio di un caso clinico, ad esempio, può dettagliare molti aspetti della situazione medica del paziente (ad esempio anamnesi del paziente, esame fisico, diagnosi, aspetti psicosociali, follow-up).

### Conflitti di interesse
Uno studio del 2011 eseguito per rivelare possibili conflitti di interesse negli studi di ricerca di base utilizzati per le meta-analisi mediche ha esaminato 29 meta-analisi e ha rilevato che i conflitti di interesse negli studi alla base delle meta-analisi sono stati raramente rivelati. Le 29 meta-analisi includevano 11 da riviste di medicina generale; 15 da riviste specializzate in medicina e 3 dal database Cochrane di revisioni sistematiche. Le 29 meta-analisi hanno esaminato un aggregato di 509 studi randomizzati controllati (RCT). Di questi, 318 RCT hanno riferito fonti di finanziamento con 219 (69%) finanziati dall'industria. 132 dei 509 RCT hanno segnalato la divulgazione di conflitti di interesse degli autori, con 91 studi (69%) che hanno rivelato legami finanziari con uno o più autori. L'informazione, tuttavia, si rifletteva raramente nelle meta-analisi. Solo due (7%) hanno riferito fonti di finanziamento degli RCT e nessuno ha riportato legami tra autore e industria. Gli autori hanno concluso che "senza riconoscimento dei conflitti di interessi a causa del finanziamento dell'industria o dei legami finanziari dell'industria degli autori di RCT inclusi nelle meta-analisi, la comprensione e valutazione da parte dei lettori delle prove della meta-analisi potrebbe essere compromessa."
Alcuni studi randomizzati sono finanziati in tutto o in parte dal settore sanitario privato (ad esempio, l'industria farmaceutica) piuttosto che da fonti pubbliche, senza scopo di lucro o altre fonti. Una revisione sistematica pubblicata nel 2003 ha trovato quattro articoli del 1986-2002 che confrontavano gli RCT sponsorizzati dall'industria e non, e in tutti gli articoli c'era una correlazione tra sponsorizzazioni industriali e risultati positivi dello studio. Uno studio del 2004 sugli RCT pubblicati nelle principali riviste mediche e chirurgiche ha stabilito che gli RCT finanziati dall'industria "hanno maggiori probabilità di essere associati a risultati pro-industria statisticamente significativi". Questi risultati si sono rispecchiati negli studi in chirurgia, dove, sebbene il finanziamento del settore non abbia influenzato il tasso di interruzione del processo, è stato tuttavia associato a una minore probabilità di pubblicazione per studi completati. Una possibile ragione per i risultati pro-industria in studi RCT finanziati dall'industria è il bias di pubblicazione. Altri autori hanno citato i diversi obiettivi della ricerca accademica o sponsorizzata dall'industria come contributo alla differenza. Gli sponsor commerciali possono essere maggiormente focalizzati sull'esecuzione di sperimentazioni di farmaci che hanno già mostrato risultati promettenti nelle prove in fase iniziale e sulla replica di precedenti risultati positivi per soddisfare i requisiti normativi per l'approvazione dei farmaci.

### Etica
Se si sviluppa un'innovazione "dirompente" nella tecnologia medica (o di altra natura), può essere difficile testarla in modo etico in un RCT se diventa "ovvio" che i soggetti di controllo hanno esiti peggiori, sia a causa di altri test precedenti, sia all'interno di la fase iniziale del RCT stesso. Dal punto di vista etico potrebbe essere necessario interrompere prematuramente il RCT e ottenere l'approvazione etica (e l'accordo del paziente) per non applicare l'innovazione al gruppo di controllo, e in futuri RCT potrebbe non essere fattibile.
Le prove di controllo storico (HCT) sfruttano i dati di precedenti RCT per ridurre la dimensione del campione; tuttavia, questi approcci sono controversi nella comunità scientifica e devono essere gestiti con cura.